# Sojuz TMA-14M
Sojuz TMA-14M è un volo astronautico verso la Stazione Spaziale Internazionale (ISS), parte del programma Sojuz.

## Equipaggio
| Ruolo               | Equipaggio                                                  | Equipaggio                                                  |
| ------------------- | ----------------------------------------------------------- | ----------------------------------------------------------- |
| Comandante          | Aleksandr Samokutjaev, Roscosmos Expedition 41 Secondo volo | Aleksandr Samokutjaev, Roscosmos Expedition 41 Secondo volo |
| Ingegnere di volo 1 | Elena Serova, Roscosmos Expedition 41 Primo volo            | Elena Serova, Roscosmos Expedition 41 Primo volo            |
| Ingegnere di volo 2 | Barry Wilmore, NASA Expedition 41 Secondo volo              | Barry Wilmore, NASA Expedition 41 Secondo volo              |

### Equipaggio di riserva
| Ruolo               | Equipaggio                   | Equipaggio                   |
| ------------------- | ---------------------------- | ---------------------------- |
| Comandante          | Gennadij Padalka, Roscosmos  | Gennadij Padalka, Roscosmos  |
| Ingegnere di volo 1 | Michail Kornienko, Roscosmos | Michail Kornienko, Roscosmos |
| Ingegnere di volo 2 | Scott Kelly, NASA            | Scott Kelly, NASA            |